# Gante-Wevelgem feminina de 2018
A 7.ª edição da Gante-Wevelgem feminina celebrou-se a 25 de março de 2018 sobre um percurso de 142,6 km com início em Ypres e final na cidade de Wevelgem em Bélgica.
A corrida fez parte do UCI WorldTour Feminino de 2018 como concorrência de categoria 1.wwT do calendário ciclístico de máximo nível mundial sendo a quinta corrida de dito circuito e foi vencida pela ciclista italiana Marta Bastianelli da equipa Alé Cipollini. O pódio completaram-no a belga Jolien D'Hoore da equipa Mitchelton-Scott e a alemã Lisa Klein da equipa Canyon SRAM Racing.

## Equipas
Tomaram parte na corrida um total de 24 equipas convidadas pela organização, todos eles de categoria UCI Team Feminino, quem conformaram um pelotão de 140 ciclistas dos quais terminaram 86.
| Equipes femininas profissionais (24)- Alé Cipollini - Aromitalia Vaiano - Astana Women's - Bizkaia-Durango - Boels Dolmans - BTC City Ljubljana - Canyon-SRAM Racing - Cervélo Bigla - Cylance - Doltcini-Van Eyck Sport - Experza-Footlogix - FDJ-Nouvelle Aquitaine-Futuroscope - Hitec Products-Birk Sport - Lotto Soudal Ladies - Mitchelton-Scott - Movistar Team - Parkhotel Valkenburg-Destil - Sunweb - Tibco-Silicon Valley Bank - Virtu - Trek-Drops - Valcar PBM - WaowDeals - Wiggle High5 |
| |

## Classificações finais
As classificações finalizaram da seguinte forma:

### Classificação geral
| \| Classificação geral \| Classificação geral \| Classificação geral \| Classificação geral \| Classificação geral \| \| Ciclista \| Ciclista \| Equipe \| Tempo \| \| \| ------------------- \| ---------------------- \| ------------------- \| ------------------- \| ------------------- \| \| 1. \| Marta Bastianelli \| Alé Cipollini \| 3h41m00s \| \| \| 2. \| Jolien D'Hoore \| Mitchelton-Scott \| + 0s \| \| \| 3. \| Lisa Klein \| Canyon-SRAM Racing \| + 0s \| \| \| 4. \| Arlenis Sierra \| Astana Women's Team \| + 0s \| \| \| 5. \| Amy Pieters \| Boels Dolmans \| + 0s \| \| \| 6. \| Hannah Barnes \| Canyon-SRAM Racing \| + 0s \| \| \| 7. \| Ashleigh Moolman Pasio \| Cervélo Bigla \| + 0s \| \| \| 8. \| Floortje Mackaij \| Sunweb \| + 0s \| \| \| 9. \| Barbara Guarischi \| Virtu Cycling Women \| + 0s \| \| \| 10. \| Letizia Paternoster \| Astana Women's Team \| + 0s \| \| |                        |                     |          |
| |                        |                     |          |
| Fonte: ProCyclingStats |                        |                     |          |
| Classificação geral |                        |                     |          |
| Ciclista | Ciclista               | Equipe              | Tempo    |
| 1. | Marta Bastianelli      | Alé Cipollini       | 3h41m00s |
| 2. | Jolien D'Hoore         | Mitchelton-Scott    | + 0s     |
| 3. | Lisa Klein             | Canyon-SRAM Racing  | + 0s     |
| 4. | Arlenis Sierra         | Astana Women's Team | + 0s     |
| 5. | Amy Pieters            | Boels Dolmans       | + 0s     |
| 6. | Hannah Barnes          | Canyon-SRAM Racing  | + 0s     |
| 7. | Ashleigh Moolman Pasio | Cervélo Bigla       | + 0s     |
| 8. | Floortje Mackaij       | Sunweb              | + 0s     |
| 9. | Barbara Guarischi      | Virtu Cycling Women | + 0s     |
| 10. | Letizia Paternoster    | Astana Women's Team | + 0s     |

## UCI WorldTour Feminino
A Gante-Wevelgem feminina outorga pontos para o UCI WorldTour Feminino de 2018 e o UCI World Ranking Feminino, incluindo a todas as corredoras das equipas nas categorias UCI Team Feminino. As seguintes tabelas mostram o barómetro de pontuação e as 10 corredoras que obtiveram mais pontos:
| Posição   | 1.ª | 2.ª | 3.ª | 4.ª | 5.ª | 6.ª | 7.ª | 8.ª | 9.ª | 10.ª | 11.ª | 12.ª | 13.ª | 14.ª | 15.ª | 16.ª-30.ª | 31.ª-40.ª |
| Pontuação | 200 | 150 | 125 | 100 | 85  | 70  | 60  | 50  | 40  | 35   | 30   | 25   | 20   | 15   | 10   | 5         | 3         |

| Classificação |                     |                    |        |
| Posição       | Ciclista            | Equipo             | Pontos |
| ------------- | ------------------- | ------------------ | ------ |
| 1.ª           | Marta Bastianelli   | Alé Cipollini      | 200    |
| 2.ª           | Jolien D'Hoore      | Mitchelton-Scott   | 150    |
| 3.ª           | Lisa Klein          | Canyon SRAM Racing | 125    |
| 4.ª           | Arlenis Sierra      | Astana             | 100    |
| 5.ª           | Amy Pieters         | Boels-Dolmans      | 85     |
| 6.ª           | Hannah Barnes       | Canyon SRAM Racing | 70     |
| 7.ª           | Ashleigh Moolman    | Cervélo-Bigla      | 60     |
| 8.ª           | Floortje Mackaij    | Sunweb             | 50     |
| 9.ª           | Barbara Guarischi   | Virtu              | 40     |
| 10.ª          | Letizia Paternoster | Astana             | 35     |